# Crustulina scabripes
Crustulina scabripes is een spinnensoort in de taxonomische indeling van de kogelspinnen (Theridiidae).
Het dier behoort tot het geslacht Crustulina. De wetenschappelijke naam van de soort werd voor het eerst geldig gepubliceerd in 1881 door Eugène Simon.